# باول إي. ريختر
باول إي. ريختر (بالإنجليزية: Paul E. Richter)‏ هو طيار أمريكي، ولد في 1896، وتوفي في 15 مايو 1949.